# بنية نانوية

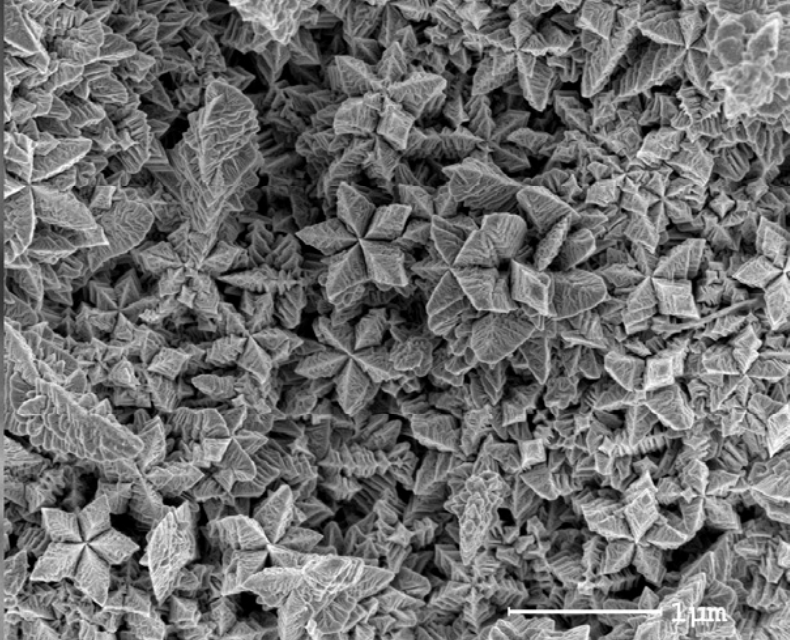
بلورات البلاديوم النانوية على شكل نجمة خماسية تم تصنيعها عن طريق الترسيب الكهربائي

إن البنية النانوية هي الأغراض ذات الأحجام المتوسطة بين البنى الجزيئية وبين البنى المجهرية (ذات الحجم الميكرومتري)
عند وصف البنى النانوية من الضروري التمييز بين عدد الأبعاد حسب المقياس النانومتري. فأسطح الأنسجة النانوية أحادية البعد حسب المقياس النانومتري، حيث تتراوح سماكة سطح الغرض بين 0.1 و 100 نانومتر. والأنابيب النانوية ثنائية البعد حسب المقياس النانومتري، فقطر الأنبوب يترواح بين 0.1 و 100 نانومتر، وقد يكون طوله أكبر من ذلك. وأخيراً فإن الجسيمات النانوية الكروية ثلاثية الأبعاد حسب المقياس النانومتري، حيث يتراوح كل بعد مكاني للجسيم بين 0.1 و 100 نانومتر. ويتم استخدام مصطلحي الجسيمات النانوية و الجسيمات فائقة الصغر (UFP) غالباً بشكل مترادف على الرغم من أن الجسيمات فائقة الصغر (UFP) يمكن أن تصل إلى المجال الميكرومتري. وغالباً ما يتم استخدام مصطلح 'البنية النانوية' عند الإشارة إلى التقانة المغناطيسية.

## قائمة البنى النانوية
- أغشية النانو المتدرجة متعددة الطبقات GML
- الأقفاص النانوية
- مركب نانوي
- اقمشة نانوية
- الياف نانوية
- رقائق نانوية
- زهرة النانو
- رغوة نانوية
- شبكة النانو
- جسيم نانوي
- عمود نانوي
- غشاء ذو دبوس نانوي
- صفيحات نانوية
- حلقة نانوية
- قضيب نانوي
- قشرة نانوية
- النقطة الكمية
- بنية كمية غير متجانسة
- غشاء نحتي رقيق
- قفص نانوي
- رغوة نانوية

## وصلات خارجية
- يمكن لرقائق النانو أن تحدث ثورة في الخلايا الشمسية
- تطبيقات الجسيمات النانوية